# Jeremy Bloom
Jeremy Ryan Bloom (Fort Collins, 2 de abril de 1982) es un deportista estadounidense que compitió en esquí acrobático, especialista en las pruebas de baches.
Ganó tres medallas en el Campeonato Mundial de Esquí Acrobático, en los años 2003 y 2005.
Participó en dos Juegos Olímpicos de Invierno, ocupando el sexto lugar en Turín 2006 y el noveno en Salt Lake City 2002.

## Medallero internacional
| Campeonato Mundial | Campeonato Mundial           | Campeonato Mundial | Campeonato Mundial |
| Año                | Lugar                        | Medalla            | Competición        |
| ------------------ | ---------------------------- | ------------------ | ------------------ |
| 2003               | Deer Valley (Estados Unidos) | Medalla de oro     | Baches en paralelo |
| 2003               | Deer Valley (Estados Unidos) | Medalla de plata   | Baches             |
| 2005               | Ruka (Finlandia)             | Medalla de bronce  | Baches en paralelo |